# Diana Athill
Diana Athill, née le 21 décembre 1917 à Kensington et morte le 23 janvier 2019 à Londres, est une rédactrice littéraire, romancière et mémorialiste britannique qui a travaillé avec certains des plus grands écrivains du XXe siècle pour la maison d'édition londonienne André Deutsch.

## Biographie

### Jeunesse
Diana Athill naît à Kensington, à Londres, pendant la Première Guerre mondiale, lors d'un bombardement mené par un raid de Zeppelin. Elle est élevée dans une maison de campagne dans le comté anglais de Norfolk, à Ditchingham Hall. 
Athill obtient son diplôme au Lady Margaret Hall, Oxford, en 1939.

### Carrière
Diana Athill travaille au BBC Overseas Service de la BBC tout au long de la Seconde Guerre mondiale.
Après la guerre, Athill aide son ami André Deutsch à fonder la maison d’édition Allan Wingate. Cinq ans plus tard, en 1952, elle est directrice fondatrice de la maison d’édition qui porte son nom. Elle a travaillé en étroite collaboration avec de nombreux auteurs, dont Philip Roth, Norman Mailer, John Updike, Mordecai Richler, Simone de Beauvoir, Jean Rhys, Gitta Sereny, Brian Moore, V. S. Naipaul, Molly Keane, Stevie Smith, Jack Kerouac, Charles Gidley Wheeler, Margaret Atwood et David Gurr,.
Athill prend sa retraite de chez Deutsch en 1993 à l'âge de 75 ans, après plus de 50 ans dans l'édition. Elle continue d'influencer le monde littéraire à travers ses mémoires révélatrices sur sa carrière éditoriale. 
Athill meurt dans un hospice à Londres le 23 janvier 2019, à l'âge de 101 ans, à la suite d'une courte maladie,.

## Œuvre

### Fiction
- 1962 : An Unavoidable Delay, nouvelles
- 1967 : Don't Look at Me Like That : a novel, Londres : Chatto & Windus, Nouvelle édition, Granta Books, 2001,  (ISBN 978-1862074415)
- 2011 : Midsummer Night in the Workhouse,, nouvelles, Londres : Persephone Books,  (ISBN 978-1903155820)

### Autobiographies
- 1963 : Instead of a Letter, Londres : Chatto & Windus, Nouvelle édition, Granta Books, 2001,  (ISBN 978-1862074545)
- 1986 : After a Funeral, Londres : Jonathan Cape,  (ISBN 978-1847086334) ; lauréat du prix JR Ackerley pour une autobiographie.
- 1993 : Stet : a memoir, Londres : Sinclair-Stevenson (réimpression), Granta Books, 2012,  (ISBN 978-1847086327)
- 2000 : Stet : a memoir, Londres : Granta Books,  (ISBN 1-86207-388-0)
- 2002 : Yesterday Morning : a very English childhood, Londres : Granta Books,  (ISBN 978-1847084262)
- 2008 : Somewhere Towards the End, Londres : Granta Books,  (ISBN 978-1-84708-069-1) ; lauréat du prix Costa pour la biographie
- 2009 : Life Class : the Selected Memoirs of Diana Athill, Londres : Granta Books,  (ISBN 1-84708-146-0)
- 2011 : Instead of a Book : Letters to a Friend, Londres : Granta Books,  (ISBN 978-1-84708-414-9)
- 2015 : Alive, Alive Oh! : And Other Things That Matter, Londres : Granta Books,  (ISBN 978-1783782543)
- 2016 : A Florence Diary, Londres : Granta Books,  (ISBN 978-1-78378-316-8)